# Obrážečka

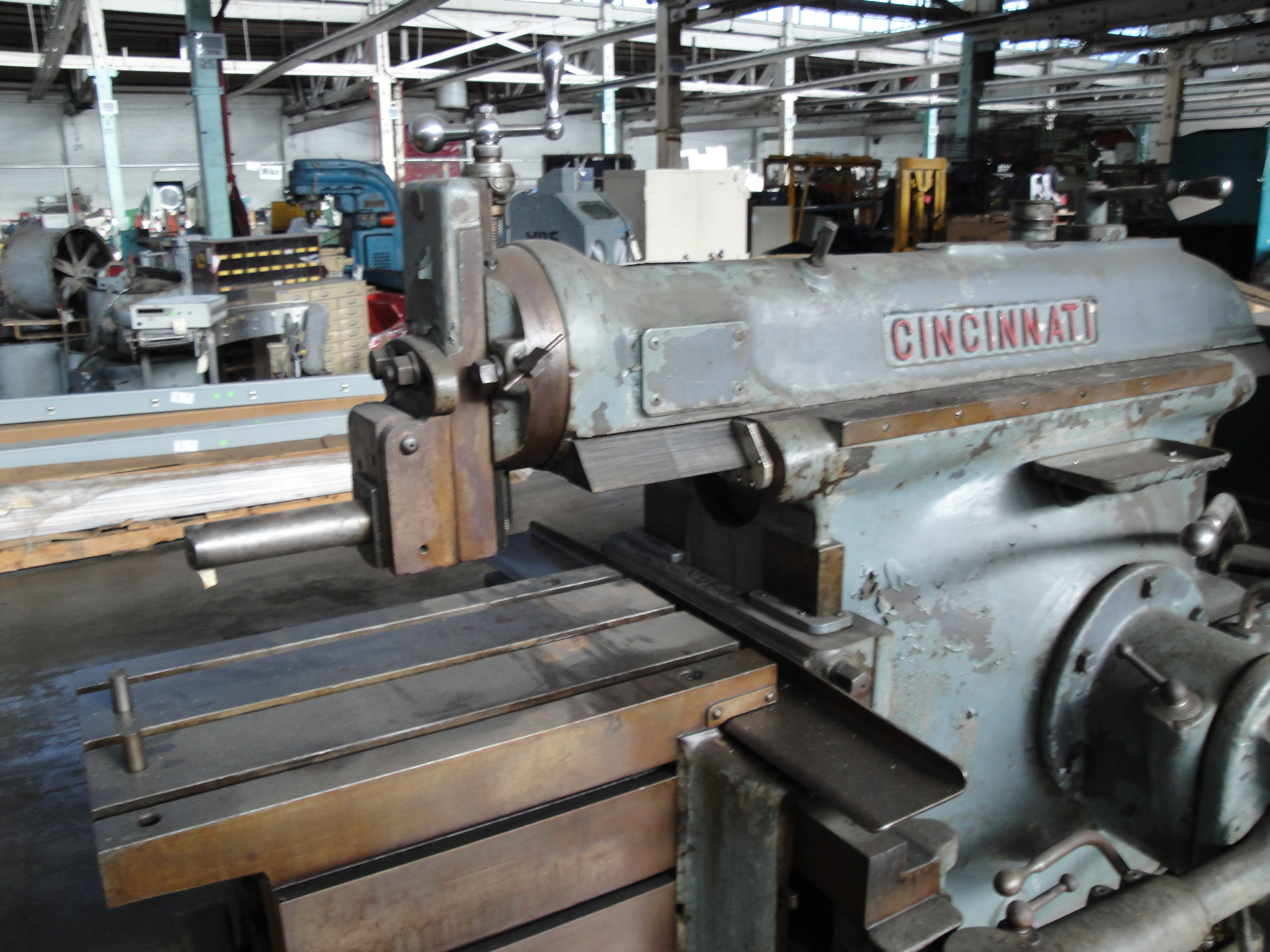
Vodorovná obrážečka

Princip pohybu u vodorovné obrážečky

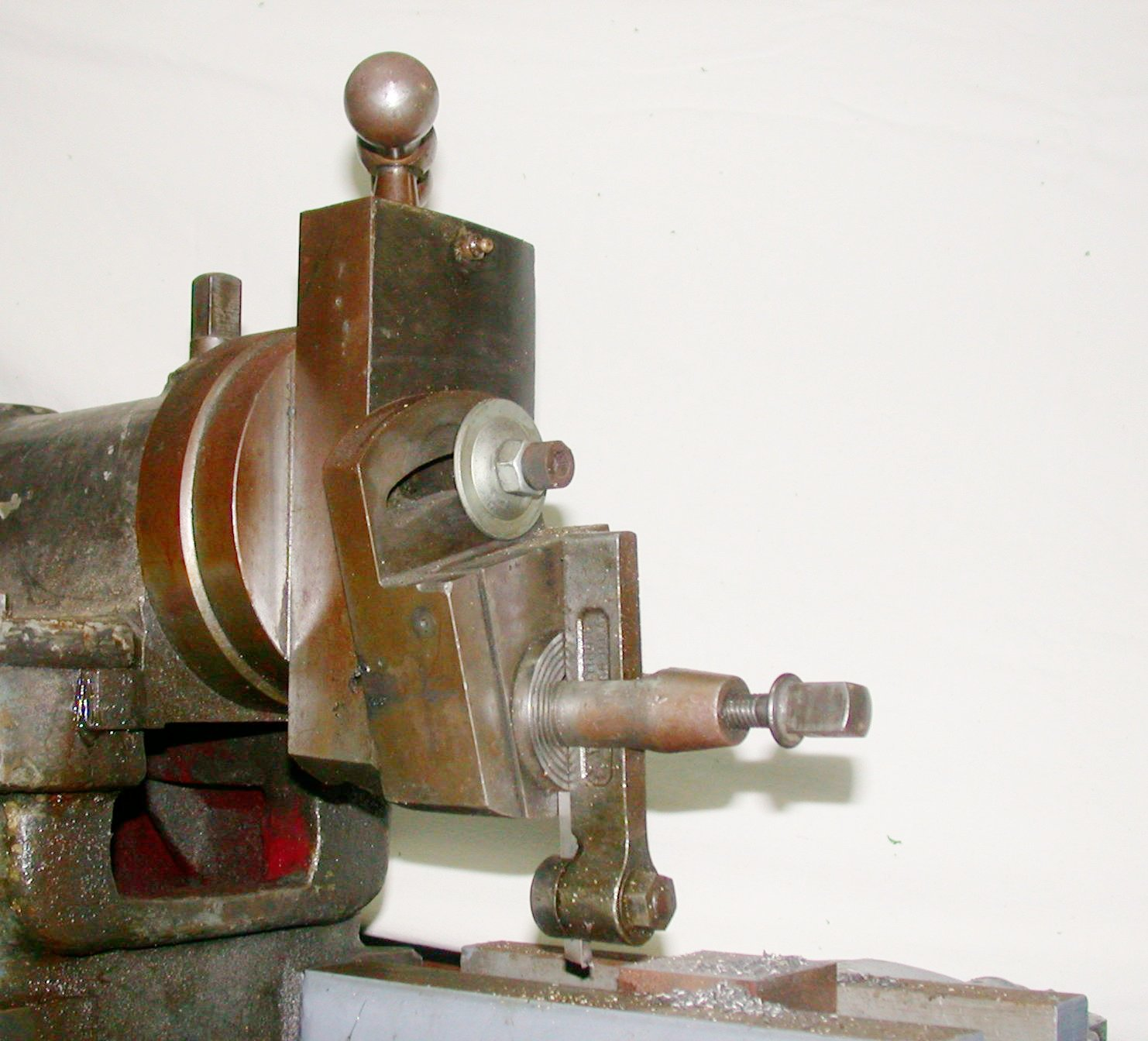
Hlava smykadla vodorovné obrážečky s nožem

Obrážečka je obráběcí stroj s přímočarým vratným pohybem nože, který obstarává hlavní pohyb (do řezu). Obrobek je upnut na konzolovém stole s vodorovným i svislým posuvem.

## Vodorovná obrážečka
Poměrně jednoduchý stroj (hovorově "šepink", z angl. shaping machine), kde vodorovný pohyb smykadla s nožem obstarává kulisa na setrvačníku, takže pohyb není rovnoměrný. Dráha nože přesahuje kraje obrobku, při zpětném pohybu není nůž v záběru a obvykle se mechanicky odklápí. Vedlejší posuv (do záběru) se děje v úvrati smykadla a odvozuje se od jeho pohybu táhlem se západkou, která pootáčí ozubeným kolem na posuvovém šroubu stolu.
Práce vodorovné obrážečky se podobá činnosti hoblovky, s tím rozdílem, že u hoblovky vykonává hlavní pohyb stůl s obrobkem. Vodorovné obrážečky patří mezi nejstarší (John Nasmyth, 1836) a nejjednodušší obráběcí stroje, které se používaly na obrábění rovinných ploch nebo drážek na menších obrobcích. Pro malou produktivitu i menší přesnost se dnes užívají jen v dílenských provozech.

## Svislá obrážečka
Funkce je podobná jako u vodorovné obrážečky, jenže smykadlo s nožem se pohybuje svisle. Používá se hlavně k obrábění vnitřních nerotačních ploch (drážky, vnitřní čtyřhrany, šestihrany atd.) a k výrobě ozubených kol. V poslední době je nahrazují elektrojiskrové drátovačky, které lze řídit počítačem, takže poskytují daleko bohatší možnosti.